# Haute-Arménie
La Haute-Arménie, Arménie supérieure, Bardzr Hayk ou Barjr Hayk’ (en arménien Բարձր Հայք) est une des quinze provinces de l'Arménie historique selon Anania de Shirak. Occupant l'extrémité nord-ouest du haut-plateau arménien et adossée aux Alpes pontiques, elle correspond approximativement aux régions d'Erzenka et de Karin, aujourd'hui en Turquie orientale.

## Districts

Les quinze provinces de l'Arménie historique, avec la Haute-Arménie à l'ouest.

La province se compose de neuf districts ou cantons (gavar, գավառ) : 
- Daranałi (Դարանաղի) ;
- Ałiwn (Աղիվն) / Aṙiwc ;
- Muzur (Մուզուր) / Mĕnjur ;
- Ekełeac’ (Եկեղյաց) ;
- Mananałi (Մանանաղի) ;
- Derǰan (Դերջան) ;
- Sper (Սպեր) ;
- Šałagom (Շաղագոմ) ;
- Karin (Կարին).